# Seznam šlesvicko-holštýnských hraběnek a vévodkyní
Šlesvicko-holštýnské vévodkyně byly manželky vládců Šlesvicka-Holštýnska a samostatných zemí Šlesvicka a Holštýnska, před tím Šlesvického a Holštýnského vévodství. Následující seznam je seznam manželek jarlů a vévodů, kteří vládli nad Šlesvickem, respektive Jižním Jutskem (dánsky: Sønderjylland).

## Šlesvické hraběnky manželky (Jižní Jutsko)
| Portrét | Jméno                          | Otec                                        | Narození        | Sňatek        | Stala se hraběnkou | Přestala být hraběnkou         | Smrt     | Manžel      |
| ------- | ------------------------------ | ------------------------------------------- | --------------- | ------------- | ------------------ | ------------------------------ | -------- | ----------- |
|         | Ingegerda Haraldsdotter Norská | Harald III. Norský (Krásnovlasí)            | cca 1046        | ?             | ?                  | 18. srpna 1095 manželova smrt  | cca 1120 | Olaf I.     |
|         | Ingeborg Mstislavna Kyjevská   | velkokníže Mstislav I. Kyjevský (Rurikovci) | před rokem 1105 | cca 1117/1118 | cca 1117/1118      | cca 1119 povýšena na vévodkyní | ?        | Knut Lavard |

## Šlesvické vévodkyně manželky (Jižní Jutsko)
| Portrét | Jméno                        | Otec                                        | Narození                   | Sňatek                                                                                 | Stala se vévodkyní                                                                     | Přestala být vévodkyní           | Smrt                     | Manžel                |
| ------- | ---------------------------- | ------------------------------------------- | -------------------------- | -------------------------------------------------------------------------------------- | -------------------------------------------------------------------------------------- | -------------------------------- | ------------------------ | --------------------- |
|         | Ingeborg Mstislavna Kyjevská | velkokníže Mstislav I. Kyjevský (Rurikovci) | před rokem 1105            | cca 1117/1118                                                                          | cca 1119 povýšena na vévodkyní                                                         | 7. ledna 1131 manželova vražda   | ?                        | Knut Lavard           |
|         | Richenza Polská              | Boleslav III. Polský (Piastovci)            | cca 12. dubna 1106/1116    | cca 1127                                                                               | cca 1130 manželův nástup na trůn                                                       | 4. června 1134 manželova smrt    | po roce 1156             | Magnus I. Götalandský |
|         | Sofie Minská                 | Princ Volodar Minský (Rurikovci)?           | cca 1138/1141              | ?                                                                                      | 23. října 1157 manželův nástup na trůn                                                 | 12. května 1182 manželova smrt   | 5. května 1198           | Valdemar I.           |
|         | Markéta Česká                | Přemysl Otakar I. Český (Přemyslovci)       | cca 1186                   | cca 1205                                                                               | cca 1205                                                                               | 24. května 1212/1213             | 24. května 1212/1213     | Valdemar II.          |
|         | Berengarie Portugalská       | Sancho I. Portugalský (Burgundští)          | cca 1191/14. prosince 1194 | cca 1214                                                                               | cca 1214                                                                               | 27. března/1. dubna 1221         | 27. března/1. dubna 1221 | Valdemar II.          |
|         | Eleonora Portugalská         | Alfons II. Portugalský (Burgundští)         | cca 1211                   | 24. června 1229 spoluvévodkyně manželka po boku Berengarie, její nevlastní tchyně/tety | 24. června 1229 spoluvévodkyně manželka po boku Berengarie, její nevlastní tchyně/tety | 28. listopad 1231 manželova smrt | 13. května 1231          | Valdemar Mladý        |

| Portrét | Jméno                           | Otec                                                       | Narození           | Sňatek         | Stala se vévodkyní                        | Přestala být vévodkyní         | Smrt       | Manžel       |
| ------- | ------------------------------- | ---------------------------------------------------------- | ------------------ | -------------- | ----------------------------------------- | ------------------------------ | ---------- | ------------ |
|         | Mechtylda Holštýnská            | hrabě Adolf IV. ze Schauenburku a Hoštýnska (Schaumburští) | cca 1220 nebo 1225 | 25. dubna 1237 | 1. listopadu 1250 manželův nástup na trůn | 29. červen 1252 manželova smrt | cca 1288   | Abel         |
|         | Markéta Rujánská                | kníže Jaromar II. Rujánský (Rujánští)                      | ?                  | cca 1259/1260  | cca 1259/1260                             | 27. března 1272 manželova smrt | cca 1272   | Erik I.      |
|         | Alžběta Sasko-Lauenburská       | vévoda Jan I. Saský (Askánci)                              | ?                  | cca 1287       | cca 1287                                  | ?                              | ?          | Valdemar IV. |
|         | Adelaida Holštýnsko-Rendsburská | hrabě Jindřich I. Holštýnsko-Rendsburský (Schaumburští)    | ?                  | cca 1313       | cca 1313                                  | 12. března 1325 manželova smrt | leden 1350 | Erik II.     |

| Portrét | Jméno                       | Otec                                                                 | Narození | Sňatek   | Stala se vévodkyní              | Přestala být vévodkyní              | Smrt             | Manžel     |
| ------- | --------------------------- | -------------------------------------------------------------------- | -------- | -------- | ------------------------------- | ----------------------------------- | ---------------- | ---------- |
|         | Sofie Meklenbursko-Werleská | Mikuláš II. Meklenbursko-Werlesko-Güstrowský (Meklenbursko-Werleští) | ?        | cca 1315 | cca 1326 manžel se stal vévodou | cca 1330 manžel přestal být vévodou | 6. prosince 1339 | Gerhard I. |

| Portrét | Jméno               | Otec                                                 | Narození | Sňatek    | Stala se vévodkyní | Přestala být vévodkyní    | Smrt            | Manžel      |
| ------- | ------------------- | ---------------------------------------------------- | -------- | --------- | ------------------ | ------------------------- | --------------- | ----------- |
|         | Richardis Zvěřínská | hrabě Günzelin VI. Zvěřínsko-Wittenburský (Hagenští) | –        | –         | –                  | 1364 manželova smrt       | před rokem 1386 | Valdemar V. |
|         | Kunhuta?            | ?                                                    | ?        | cca 1370? | cca 1370?          | srpen 1375 manželova smrt | cca 1386        | Jindřich I. |

## Šlesvicko-holštýnské vévodkyně manželky
| Portrét | Jméno                                  | Otec                                                            | Narození | Sňatek        | Stala se vévodkyní | Přestala být vévodkyní       | Smrt              | Manžel       |
| ------- | -------------------------------------- | --------------------------------------------------------------- | -------- | ------------- | ------------------ | ---------------------------- | ----------------- | ------------ |
|         | Ingeborg Meklenburská                  | vévoda Albert II. Meklenburský (Meklenburští)                   | cca 1340 | cca 1366/1374 | cca 1366/1374      | cca 1364 manželova smrt      | 25. července 1395 | Jindřich II. |
|         | Kateřina Alžběta Brunšvicko-Lüneburská | vévoda Magnus II. Brunšvicko-Lüneburský (Brunšvicko-Lüneburští) | cca 1368 | cca 1391      | cca 1391           | 4. srpna 1404 manželova smrt | cca 1420          | Gerhard II.  |
|         | Markéta von Hohnstein                  | ?                                                               | ?        | ?             | ?                  | ?                            | ?                 | Adolf        |

| Portrét | Jméno                                                            | Otec | Narození           | Sňatek                             | Stala se vévodkyní                       | Přestala být vévodkyní           | Smrt                       | Manžel         |
| ------- | ---------------------------------------------------------------- | --- | ------------------ | ---------------------------------- | ---------------------------------------- | -------------------------------- | -------------------------- | -------------- |
|         | Dorotea Braniborská                                              | markrabě Jan Braniborsko-Kulmbašský (Hohenzollernové)                                                                            | 1430/31            | 28. října 1449                     | 5. března 1460 manželův nástup na trůn   | 21. května 1481 manželova smrt   | 10. listopadu 1495         | Kristián I.    |
|         | Kristina Saská                                                   | kurfiřt Arnošt Saský (Wettinové)                                                                                                 | 25. prosince 1461  | 6. září 1478                       | 21. května 1481 manželův nástup na trůn  | 20. února 1513 manželova smrt    | 8. prosince 1521           | Jan            |
|         | Isabela Rakouská                                                 | Filip I. Kastilský (Habsburkové)                                                                                                 | 18. července 1501  | 12. srpna 1515                     | 12. srpna 1515                           | 20. ledna 1523 manželovo svržení | 19. ledna 1526             | Kristián II.   |
|         | Anna Braniborská                                                 | kurfiřt Jan Cicero Braniborský (Hohenzollernové)                                                                                 | 27. srpna 1487     | 10. dubna 1502 jako spoluvévodkyně | 10. dubna 1502 jako spoluvévodkyně       | 3. května 1514                   | 3. května 1514             | Frederik I.    |
|         | Žofie Pomořanská                                                 | vévoda Bohuslav X. Pomořanský (Pomořanští)                                                                                       | 1498               | 9. října 1518 jako spoluvévodkyně  | 9. října 1518 jako spoluvévodkyně        | 10. dubna 1533 manželova smrt    | 13. května 1568            | Frederik I.    |
|         | Dorotea Sasko-Lauenburská                                        | vévoda Magnus I. Sasko-Lauenburský (Askánci)                                                                                     | 9. července 1511   | 29. října 1525                     | 29. října 1525                           | 1. ledna 1559 manželova smrt     | 7. října 1571              | Kristián III.  |
|         | Žofie Meklenbursko-Güstrowská                                    | vévoda Oldřich III. Meklenbursko-Güstrowský (Meklenbursko-Güstrowští)                                                            | 4. září 1557       | 20. července 1572                  | 20. července 1572                        | 4. dubna 1588 manželova smrt     | 14. října 1631             | Frederik II.   |
|         | Anna Kateřina Braniborská                                        | kurfiřt Jáchym III. Fridrich Braniborský (Hohenzollernové)                                                                       | 26. června 1575    | 27. listopadu 1597                 | 27. listopadu 1597                       | 8. dubna 1612                    | 8. dubna 1612              | Kristián IV.   |
|         | Žofie Amálie Brunšvicko-Lüneburská                               | vévoda Jiří Brunšvicko-Lüneburský (Welfové)                                                                                      | 24. března 1628    | 1. října 1643                      | 28. února 1648 manželův nástup na trůn   | 9. února 1670 manželova smrt     | 20. února 1685             | Frederik III.  |
|         | Šarlota Amálie Hesensko-Kasselská                                | lankrabě Vilém VI. Hesensko-Kasselský (Hesensko-Kasselští)                                                                       | 27. dubna 1650     | 25. června 1667                    | 9. února 1670 manželův nástup na trůn    | 25. srpna 1699 manželova smrt    | 27. března 1714            | Kristián V.    |
|         | Luisa Meklenbursko-Güstrowská                                    | Gustav Adolf, vévoda z Meklenburska-Güstrowu (Meklenbursko-Güstrowští)                                                           | 28. srpna 1667     | 5. prosince 1695                   | 25. srpna 1699 manželův nástup na trůn   | 15. března 1721                  | 15. března 1721            | Frederik IV.   |
|         | Anna Žofie Reventlow                                             | hrabě Konrád von Reventlow (Reventlowové)                                                                                        | 16. dubna 1693     | 4. dubna 1721                      | 4. dubna 1721                            | 12. října 1730 manželova smrt    | 7. ledna 1743              | Frederik IV.   |
|         | Žofie Magdalena Braniborsko-Kulmbašská                           | markrabě Kristián Jindřich Braniborsko-Bayreuthsko-Kulmbašský (Hohenzollernové)                                                  | 28. listopadu 1700 | 7. srpna 1721                      | 12. října 1730 manželův nástup na trůn   | 6. srpna 1746 manželova smrt     | 27. května 1770            | Kristián VI.   |
|         | Luisa Britská                                                    | Jiří II. Britský (Hannoverští)                                                                                                   | 7. prosince 1724   | 11. prosince 1743                  | 6. srpna 1746 manželův nástup na trůn    | 19. prosince 1751                | 19. prosince 1751          | Frederik V.    |
|         | Juliana Marie Brunšvicko-Wolfenbüttelská                         | vévoda Ferdinand Albrecht II. Brunšvicko-Wolfenbüttelský (Brunšvicko-Bevernští)                                                  | 4. září 1729       | 8. července 1752                   | 8. července 1752                         | 13. ledna 1766 manželova smrt    | 10. října 1796             | Frederik V.    |
|         | Karolina Matylda Britská                                         | Frederik, princ z Walesu (Hannoverští)                                                                                           | 11. července 1751  | 8. listopadu 1766                  | 8. listopadu 1766                        | 10. května 1775                  | 10. května 1775            | Kristián VII.  |
|         | Marie Žofie Hesensko-Kasselská                                   | lankrabě Karel Hesensko-Kasselský (Hesensko-Kasselští)                                                                           | 28. října 1767     | 31. července 1790                  | 13. března 1808 manželův nástup na trůn  | 3. prosince 1839 manželova smrt  | 21. března/22. března 1852 | Frederik VI.   |
|         | Karolina Amálie Šlesvicko-Holštýnsko-Sonderbursko-Augustenburská | vévoda Frederik Kristián II. Šlesvicko-Holštýnsko-Sonderbursko-Augustenburský (Šlesvicko-Holštýnsko-Sonderbursko-Augustenburští) | 28. června 1796    | 22. května 1815                    | 3. prosince 1839 manželův nástup na trůn | 20. ledna 1848 manželova smrt    | 9. března 1881             | Kristián VIII. |